# Tichý týden v dome
Tichý týden v dome è un cortometraggio d'animazione a tecnica mista del 1969 diretto dal regista cecoslovacco Jan Švankmajer.
Nei paesi anglofoni è conosciuto anche come A Quiet Week in the House e nei paesi francofoni Une semaine tranquille à la maison.

## Trama
Un uomo coperto da aghi di pino si mimetizza in un prato a bordo di una strada mentre con un cannocchiale scruta in lontananza una vecchia casa abbandonata. Dopo essersi tirato fuori dal naso un piccolo pezzetto di carta su cui è incisa una mappa (probabilmente della casa stessa) controlla con una bussola la corretta posizione e si dirige a tutta velocità verso l'entrata della casa. Dopo aver forzato la serratura entra nell'abitazione vecchia e cadente, nella quale vi è un lungo corridoio con ai lati sette diverse porte chiuse. L'uomo armeggia con alcuni fili sino a quando riesce ad accendere la luce. Dalla sua valigetta estrae un calendario che appende al muro e subito dopo gonfia con una piccola pompetta un cuscino di plastica. Dopo essersi sdraiato per terra ed essersi coperto con un lenzuolo, regola l'ora su di una piccola sveglia e spegne la luce togliendo contatto ai fili con la punta dell'alluce. La sveglia suona l'indomani mattina e l'uomo, dopo essersi svegliato, estrae dalla valigia un piccolo torchio a mano con il quale fa un piccolo foro in una delle porte di legno per poi guardarvi dentro. La stessa scena si ripete ogni mattina per i seguenti sei giorni, ed ogni volta, oltre la porta, l'uomo assiste ad eventi alquanto strani (ad esempio una lingua che buca la parete e lecca delle stoviglie, un pacchetto pieno di involucri di caramelle che in realtà sono piene di chiodi ecc.). Ogni mattina l'uomo, dopo essersi svegliato ed aver osservato oltre la porta, spunta dal calendario il giorno corrispondente. Il settimo e ultimo giorno l'uomo si alza e dopo aver collegato degli esplosivi ai buchi fatti in precedenza nelle porte, fugge fuori dalla casa e azione la sveglia come timer per far scoppiare la casa. All'ultimo momento, poco prima che ci sia l'esplosione, l'uomo si precipita ancora dentro la casa per spuntare l'ultimo giorno dal calendario.

## Distribuzione
È stato proiettato all'International Film Festival di Rotterdam il 31 gennaio 2001.
Il cortometraggio è contenuto nelle raccolte Il mondo di Jan Svankmajer edito da Minerva/Rarovideo, in Jan Svankmajer: The Complete Short Films del British Film Institute e The Collected Shorts of Jan Svankmajer.